# Звукокапиллярный эффект
Звукокапиллярный эффект — ускорение и углубление проникновения жидкости в узкие полости и щели (капилляры) под действием кавитации в ультразвуковом поле. Жидкость при этом способна проникать в капилляры на глубину или высоту на порядок большую, чем естественный уровень, обусловленный силой поверхностного натяжения.
Эффект возникает при интенсивной кавитации и определённом уровне звукового давления в жидкости непосредственно у входа в капилляр. Вероятная причина его возникновения — импульсы давления при захлопывании кавитационных пузырьков. Сила эффекта и скорость его развития также зависят от вязкости жидкости и трения её об стенки капилляра. Сильные акустические течения снижают эффект вплоть до полной его невозможности.
Применение:
- Ускорение пропитки катушек трансформаторов и других моточных изделий.
- Дубление кожи и крашение тканей.
- Пайка: расплавленный припой лучше проникает в мелкие зазоры.
- Ультразвуковая очистка: очищающая жидкость лучше проникает в зазоры и щели между частицами загрязнений, распространяя туда кавитационные процессы.
- Ускорение диспергирования и гидроабразивного разрушения.
- Кристаллизация, рафинирование и получение точных отливок в металлургии.